# Doryforos
Doryforos, Włócznik (gr. δορυφόρος 'niosący włócznię') – rzeźba Polikleta okresu klasycznego w starożytnej Grecji powstała w latach 450–440 p.n.e.
Poliklet wprowadził do swojego dzieła zasadę kontrapostu, czyli przeciwwagi: ciężarów, mas, napięć, kierunków. Jest to swobodne ułożenie ciała i zatrzymanie w czasie. Lekkiemu nachyleniu linii bioder odpowiada nachylenie w przeciwnym kierunku linii ramion. Cały ciężar ciała utrzymuje jedna noga mocno przytwierdzona do podłoża, druga delikatnie odsunięta do tyłu pozostaje w spoczynku. Temu układowi nóg odpowiada przeciwne ułożenie rąk: jedna dźwiga włócznię (pracuje), druga jest rozluźniona.
Wszystkie części ciała są wyodrębnione, wyraźnie zaznaczone. Pod warstwą skóry i mięśni wyczuwa się ich konstrukcję – kościec. Rzeźba harmonijna, spokojna, matematyczne proporcje, którymi szczególnie interesował się artysta, posługując się długością głowy, palca czy nosa jako jednostką miary. Doryforos podobnie jak kurosy archaiczne był raczej modelem, ideałem człowieka, niż kimś realnym.
Poliklet opracował system proporcji widoczny w Doryforosie, oparty na średnicy kciuka (średnica kciuka x 100 = wysokość postaci) oraz na okręgu tworzonym przez owal łuków żeber i kości miednicy ze środkiem w miejscu pępka. Sprowadzanie ciężaru na jedną nogę, wynika z zauważenia naturalnego ruchu człowieka, prowadzi do tworzenia rzeźb o większej naturalności.